# Pandoc
Pandoc es un conversor de documentos libre y de código abierto, mayormente usado como una herramienta de escritura (especialmente por académicos), y es una base para la publicación de flujos de trabajo. Fue creado originalmente por John MacFarlane, un profesor de Filosofía en la Universidad de California, Berkeley.
El programa es usado por Architect y por RStudio para producir documentos en una variedad de formatos desde archivos Markdown los cuales incluyen análisis estadísticos escritos en R y procesados con Knitr.

## Formatos de archivo soportados
El formato de archivo mejor soportado por Pandoc es una versión extendida de Markdown, pero también puede leer otros formatos como lenguajes de marcado ligeros, HTML, ReStructuredText, LaTeX, OPML, Org-mode, DocBook, y Office Open XML (Microsoft Word .docx).
Puede ser usado para convertir documentos a diferentes formatos, incluyendo Office Open XML, OpenDocument, HTML, Wiki markup, InDesign ICML, libros electrónicos, OPML, y varios formatos basados en TeX (desde donde se puede producir un PDF). También se puede convertir ecuaciones matemáticas de LaTeX a MathML y MathJax, además de otros formatos.
Complementos para otros formatos pueden ser escritos también en Lua, los cuales son usados para crear herramientas de exportación para el Journal Article Tag Suite.

## Integración con gestores de referencias
El módulo pandoc-citeproc, permite al programa usar datos desde un programa gestor de referencias como BibTeX, EndNote, Mendeley, o Papers. También se puede integrar directamente con Zotero. La información es automáticamente transformada en una cita en varios estilos (como son APA, Chicago, o MLA) usando una implementación de Citation Style Language. Esto ayuda a Pandoc para ser algo más que una simple alternativa a LaTeX para producir textos académicos.

## Ejemplos

### De Markdown a HTML
```
pandoc test1.md -f markdown -t html -s -o test1.html
```

### De Markdown a LaTeX
```
pandoc test1.md -f markdown -t latex -s -o test1.tex
```

### De Markdown a PDF
```
pandoc test1.md -s -o test1.pdf
```

- Datos: Q2049294